# 영흥 (기업)
영흥(YoungWire Co. Ltd.)은 대한민국의 철강 기업이다. 본사는 충청남도 보령시 주교면 관창공단길 50에 위치해 있으며
대표이사는 최영민이다.  영흥철강에서 주식회사 영흥으로 사명을 변경하였다

## 자회사
YOUNGWIRE VINA CO LTD, YOUNGWIRE VT CO LTD, 대호피앤씨, CHQ

## 상장
2010년 1월 25일에 공모가 12,000원에 상장하였다.

## 참고문헌
1. ↑  류태웅, 장세일 영흥철강 회장, 지분 희석, ET뉴스, 2021-06-16
2. ↑  송인용, ‘국가대표급’ 영흥철강 보령시대 연다, 충청투데이, 2014-08-21
3. ↑  이상현, 허성무 창원시장, 글로벌 철강업체 (주)영흥 소통간담회, 노컷뉴스, 2020-06-18